# Pirámide de Mayo
Pirámide de Mayo – obelisk usytuowany na środku Plaza de Mayo w Buenos Aires, stolicy Argentyny, upamiętniający rewolucję majową z 1810 roku.

## Opis
Pomnik projektu Pedro Vicente Cañete (1749–1816) został wzniesiony w 1811 roku i odsłonięty w pierwszą rocznicę rewolucji majowej. Zbudowany z cegły, miał 12 m wysokości, a jego szczyt zdobiły bolas.
Całość została przebudowana w 1856 roku przez Prilidiano Pueyrredóna (1823–1870) – obelisk został wydłużony do wysokości prawie 17 m, a później na jego szczycie stanęła rzeźba autorstwa francuskiego artysty Josepha Dubourdieu z 1860 roku przedstawiająca alegorię wolności.
Po zburzeniu hali targowej w 1884 roku i połączeniu dwóch placów, w 1912 roku pomnik przeniesiono na środek nowego placu.
Na ziemi wokół obelisku znajdują się malowidła białych chust i szali – symboli Madres de la Plaza de Mayo (pol. „Matki z Plaza de Mayo”), matek, które od 1997 roku co tydzień spotykały się na Plaza de Mayo, domagając się informacji o dzieciach, które zaginęły w okresie rządów dyktatury wojskowej. W 2005 roku u stóp pomnika złożono prochy założycielki ruchu matek Azuceny Villaflor zamordowanej przez juntę wojskową.

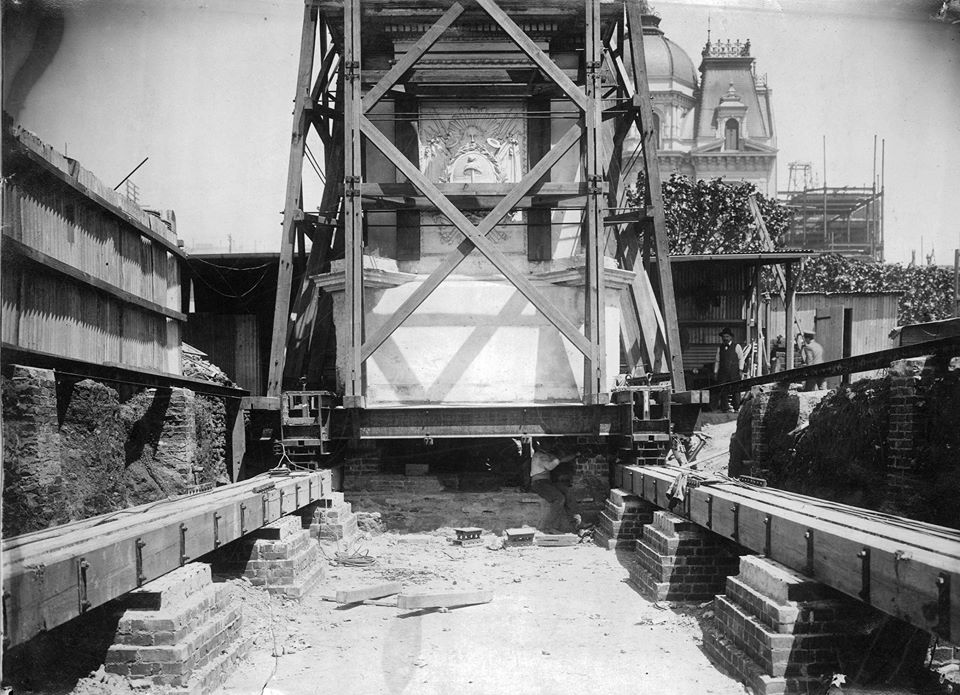
Przenoszenie pomnika w 1912 roku
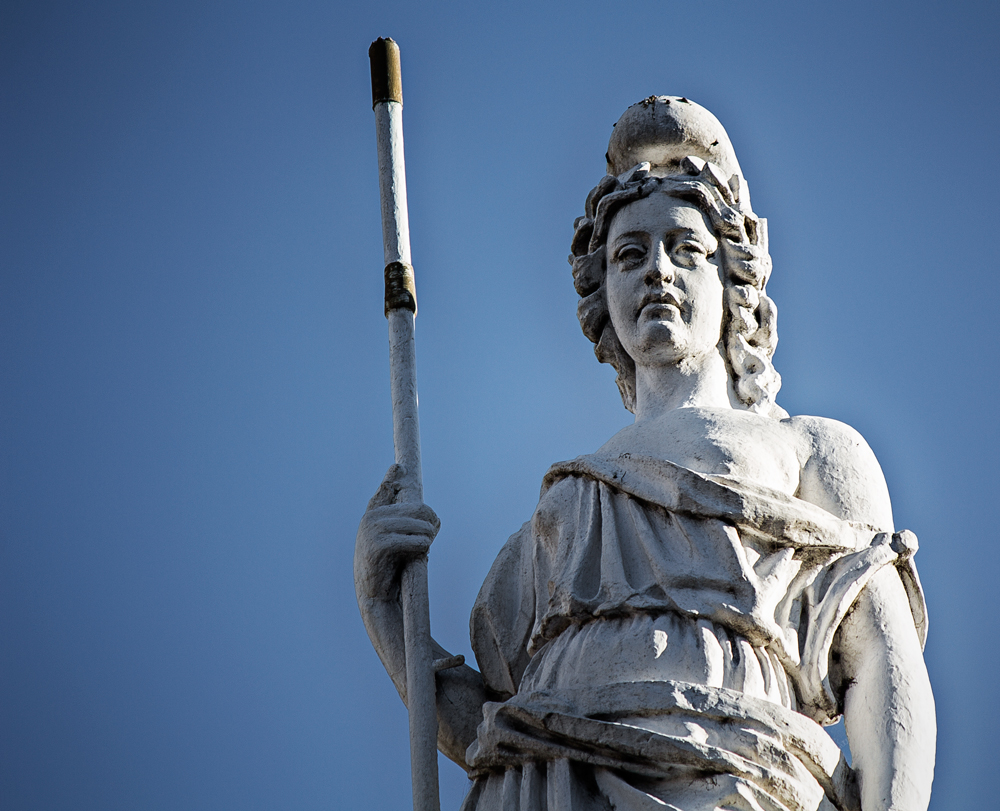
Alegoria wolności
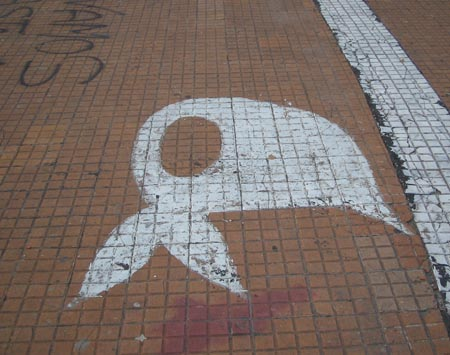
Biała chusta namalowana na ziemi koło pomnika